# Sophogramma eucallum
Sophogramma eucallum là một loài côn trùng trong họ Kalligrammatidae thuộc bộ Neuroptera. Loài này được Ren & Guo miêu tả năm 1996.